# Michael Ausiello

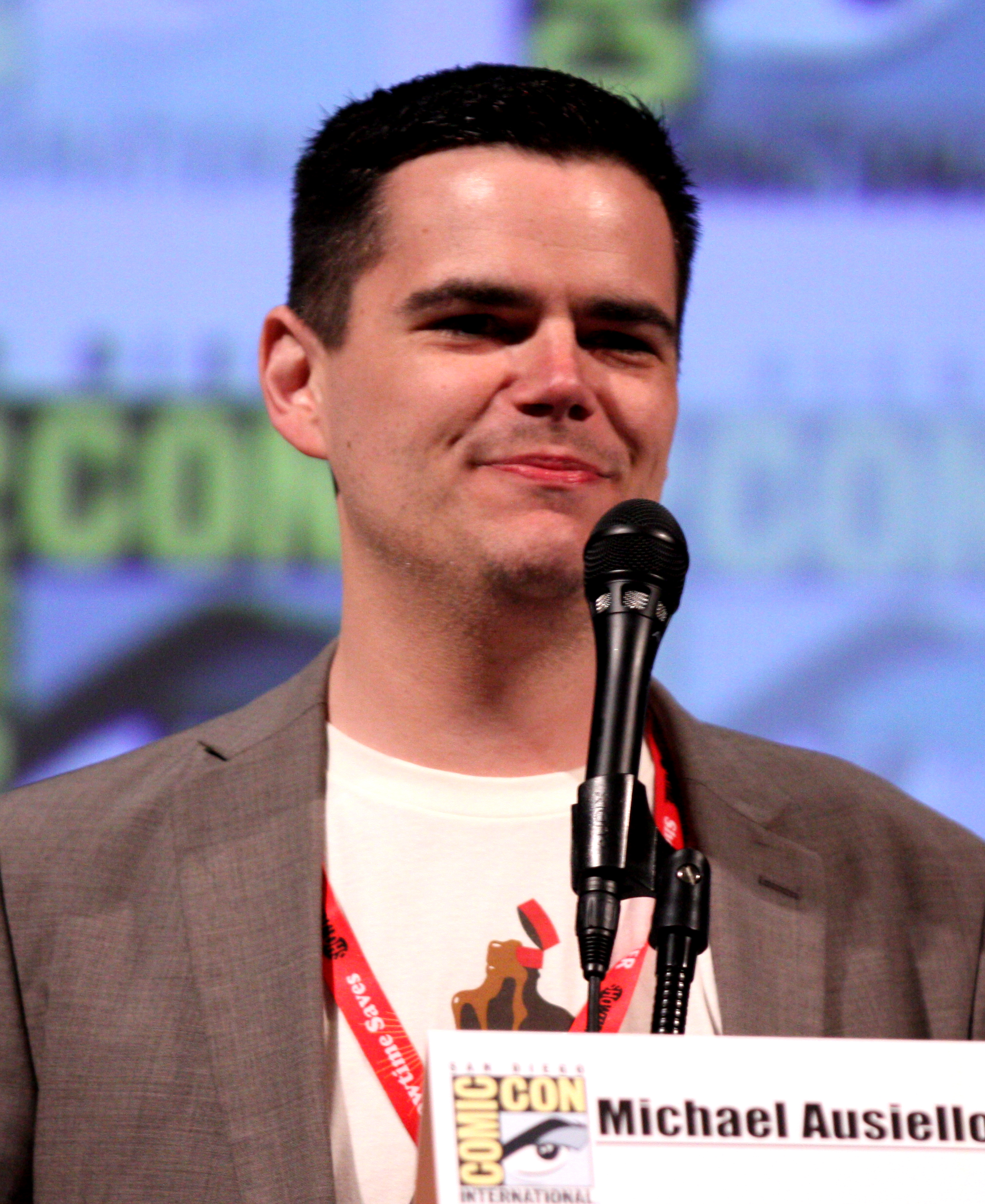
Michael Ausiello, 2011

Michael Ausiello (* 23. Februar 1972 in New Jersey) ist ein US-amerikanischer Journalist und Schauspieler.

## Leben
Ausiello wuchs in Roselle Park in New Jersey auf. Er studierte an der University of Southern California. Er schrieb drei Jahre lang Beiträge für das US-amerikanische Magazin Soaps In Depth. Von 2000 bis 2008 schrieb Ausiello Beiträge als Journalist in der US-amerikanischen Zeitschrift TV Guide und auf den Portalen ihrer medialen Partner. Als Filmschauspieler war Ausiello in verschiedenen Fernsehrollen tätig. 2017 schrieb Ausiello eine Biografie über seinen verstorbenen Ehemann mit dem Titel Spoiler Alert: The Hero Dies: A Memoir of Love, Loss, and Other Four-Letter Words.
Von 2014 bis 2015 war Ausiello  mit Kit Cowan verheiratet, der 2015 an Krebs starb. Ausiello wohnt abwechselnd in Los Angeles und New York City.
Ende 2022 ist mit Spoiler Alert die Veröffentlichung der Verfilmung seiner Memoiren erfolgt.

## Filmografie (Auswahl)

### Film
| Jahr | Titel                         | Rolle            | Anmerkungen |
| ---- | ----------------------------- | ---------------- | ----------- |
| 2013 | He's Way More Famous Than You | Michael Ausiello |             |

### Fernsehen
| Jahr    | Titel                             | Rolle                         | Anmerkungen                      |
| ------- | --------------------------------- | ----------------------------- | -------------------------------- |
| 2005    | Gilmore Girls                     | Besucher                      | Episode: "But I’m a Gilmore!"    |
| 2006    | The 411                           | Korrespondent                 |                                  |
| 2006    | Veronica Mars                     | Blushing Guy                  | Episode: "The Quick and the Wed" |
| 2007    | Extra                             | als er selbst                 | 1 Episode                        |
| 2007    | Scrubs                            | Obstetrician                  | Episode: "My Road to Nowhere"    |
| 2007–10 | Entertainment Tonight             | als er selbst                 | 10 Episoden                      |
| 2009–10 | The Early Show                    | als er selbst                 | 2 Episoden                       |
| 2012    | Cougar Town                       | Bartender                     | Episoden: "My Life" "Your World" |
| 2013    | Body of Proof                     | Totenbestatter                | Episode: "Daddy Issues"          |
| 2015    | Cocktails & Classics              | als er selbst                 | 2 Episoden                       |
| 2016    | Gilmore Girls: A Year in the Life | Guy Eating Salad in Stairwell | Episode: "Spring"                |

## Biografie
- 2017: Spoiler Alert: The Hero Dies: A Memoir of Love, Loss, and Other Four-Letter Words